# Djibouti aux Jeux olympiques d'été de 2004
Djibouti a envoyé 2 athlètes aux Jeux olympiques d'été de 2004 à Athènes en Grèce.

## Résultats

### Athlétisme
- Ahmed Mohamed Abdillahi : 800m hommes
- Zeinab Mohamed Khaireh : 1500 m femmes

## Officiels
- Président :  Otban Goita Moussa
- Secrétaire général : Ibrahim Chehem Bourhan